# Nykøbing F. (dokumentarfilm)
|  | Denne artikel er oprettet af botten Steenthbot ud fra en ekstern database. Den kan derfor have sproglige fejl eller mangler. Denne skabelon kan fjernes efter kontrol af indholdet. |

Nykøbing F. er en dansk dokumentarfilm fra 1938 instrueret af Karl Roos og Peter Lind.

## Handling
Turistfilm om Nykøbing Falster, der er Lolland-Falsters 'hovedstad'. Filmen viser byens seværdigheder og giver et indblik i den omfattende industri. Den indledes med en rundtur til de mange historiske herregårde og godser, der ligger uden for byen bl.a. Orupgaard, Næsgaard, Knuthenborg, Vennerslund, Christianssæde, Corselitze, Søholt, Fuglsang, Orebygaard, Rudbjerggaard, Krenkerup og Aalholm. Bymidten byder også på minder fra fortiden. Her ligger bindingsværkshusene Czarens Hus og Ritmestergården fra 1600-tallet, den gotiske Klosterkirke fra 1419, og Ejegod Mølle, byens vartegn, fra 1816. Side om side med de historiske bygninger ligger moderne huse bl.a. Industribygningen på Torvet. Og industrien lever i bedste velgående i Nykøbing F. Alene sukkerindustrien beskæftiger 10 000 mennesker og omsætter årligt for 25 mio. kroner. Derudover har byen en konservesfabrik, cerutfabrik, lervarefabrik, kniplingefabrik, trykkeri, svineslagteri, bryggeri og et skrædderi. I fritiden skal der ydes og nydes. På det store stadion dyrker ungdommen alverdens sportsgrene, og på de varme sommerdage boltrer store som små sig på de store hvide badestrande, der strækker sig 20 km. langs Falsters østersøkyst.